# Everybody’s Fool
«Everybody’s Fool» (с англ. — «Всеобщее посмешище») — четвёртый и последний сингл альбома Fallen группы Evanescence. Песня имеет несколько демоверсий с различными вариантами звучания голоса. Клип на неё снимался режиссёром Филиппом Штёльцлем в Лос-Анджелесе в середине апреля 2004 года.

## История создания
Песня была написана Эми Ли за пять лет до её релиза .

## Список композиций

### CD (европейская версия)
| №  | Название                                  | Автор(ы)                                     | Длительность |
| -- | ----------------------------------------- | -------------------------------------------- | ------------ |
| 1. | «Everybody's Fool» (Album version)        | Эми Ли, Бен Муди, Дэвид Ходжес               | 3:15         |
| 2. | «Taking Over Me» (Live from Cologne)      | Бен Муди, Эми Ли, Дэвид Ходжес, Джон Лекомпт | 4:06         |
| 3. | «Whisper» (Live from Cologne)             | Бен Муди, Эми Ли, Дэвид Ходжес               | 5:22         |
| 4. | «Everybody's Fool» (Instrumental version) | Бен Муди, Эми Ли, Дэвид Ходжес               | 3:15         |

## Музыкальное видео

Эми Ли в образе модели в клипе «Everybody’s Fool»

Клип был снят Филиппом Штёльцлем в середине апреля 2004 года в Лос-Анджелесе. В клипе снялись: Эми Ли, Терри Бальзамо, Джон Лекомпт, Рокки Грей, Уилл Бойд. Последний клип с участием Уилла Бойда и первый клип с участием Терри Бальзамо.
В клипе Эми играет роль модели. Она снимается в рекламе различных товаров (пиццы, энергетического напитка, куклы) объединённых маркой «Lies» (англ. Ложь). Из-за съёмок героиня впадает в депрессию, которой и посвящена большая часть клипа. В кульминационный момент показано, как Эми разбивает зеркало, в которое натужно улыбалась за несколько секунд до этого.
Некоторые критики видят непосредственное отношение сюжета клипа к образу Бритни Спирс.
- Блондинистый парик в начале клипа;
- Реклама напитка (Бритни в 2001 году была лицом Pepsi);
- Школьная форма у куклы — возможная отсылка к клипу «…Baby One More Time»;
- Эпизод в ванной — клип «Everytime»[источник не указан 3561 день].

## Позиции в чартах
| Чарт (2004)                       | Позиция |
| --------------------------------- | ------- |
| U.S. Billboard Modern Rock Tracks | 36      |
| Australia ARIA Top 50 Singles     | 23      |
| Belgium Top 50 Singles            | 35      |
| Greece IFPI Top 50 Singles        | 20      |
| Ireland Top 50 Singles            | 32      |

| Чарт (2004)                 | Позиция |
| --------------------------- | ------- |
| Italy Top 50 Singles        | 8       |
| Latin America Top 40        | 25      |
| Netherlands Top 40 Singles  | 7       |
| Switzerland Top 100 Singles | 35      |
| UK Top 75 Singles Chart     | 24      |
| Eurochart Hot 100 Singles   | 95      |